# Lebia lecta
Lebia lecta är en skalbaggsart som beskrevs av Horn. Lebia lecta ingår i släktet Lebia och familjen jordlöpare. Inga underarter finns listade i Catalogue of Life.